# Drepanepteryx phalaenoides
Drepanepteryx phalaenoides (Linnaeus, 1758) è un insetto dell'ordine dei neurotteri e della famiglia degli emerobidi.

## Biologia

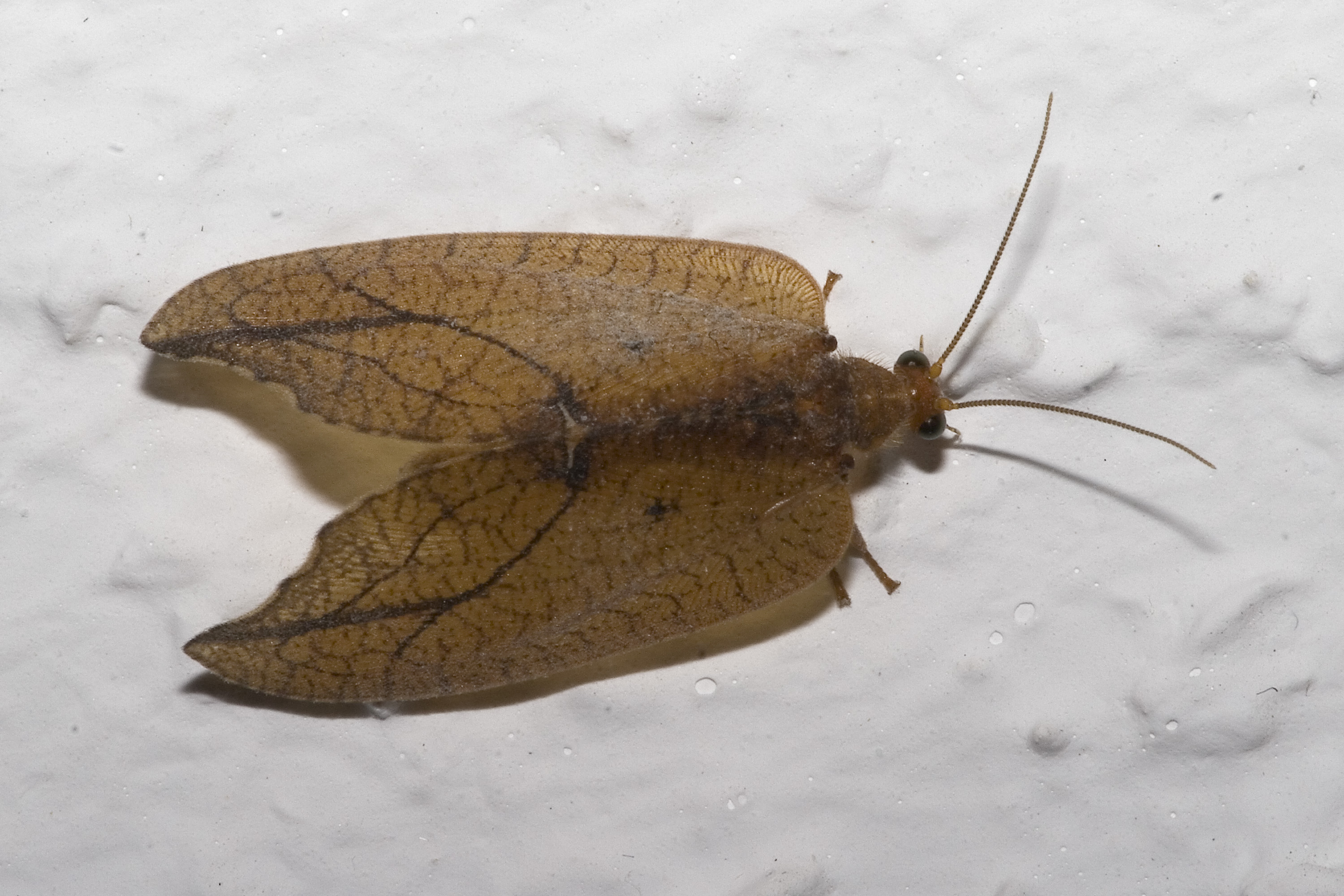
Esemplare ad ali spiegate, Dresda (Sassonia)

È una specie piuttosto grande, con corpo lungo circa 9 mm e apertura alare di 30-32 mm; le ali, marroni come il resto del corpo e incise prima della punta, sono percorse da sottili linee scure e rendono questo insetto molto simile ad una foglia secca, specie quando, a riposo, ripiega il capo all'interno.
Ha abitudini notturne; sia in stato larvale, sia da adulto, si nutre di afidi: tra le specie predate si annovera Hyalopterus pruni.

## Diffusione

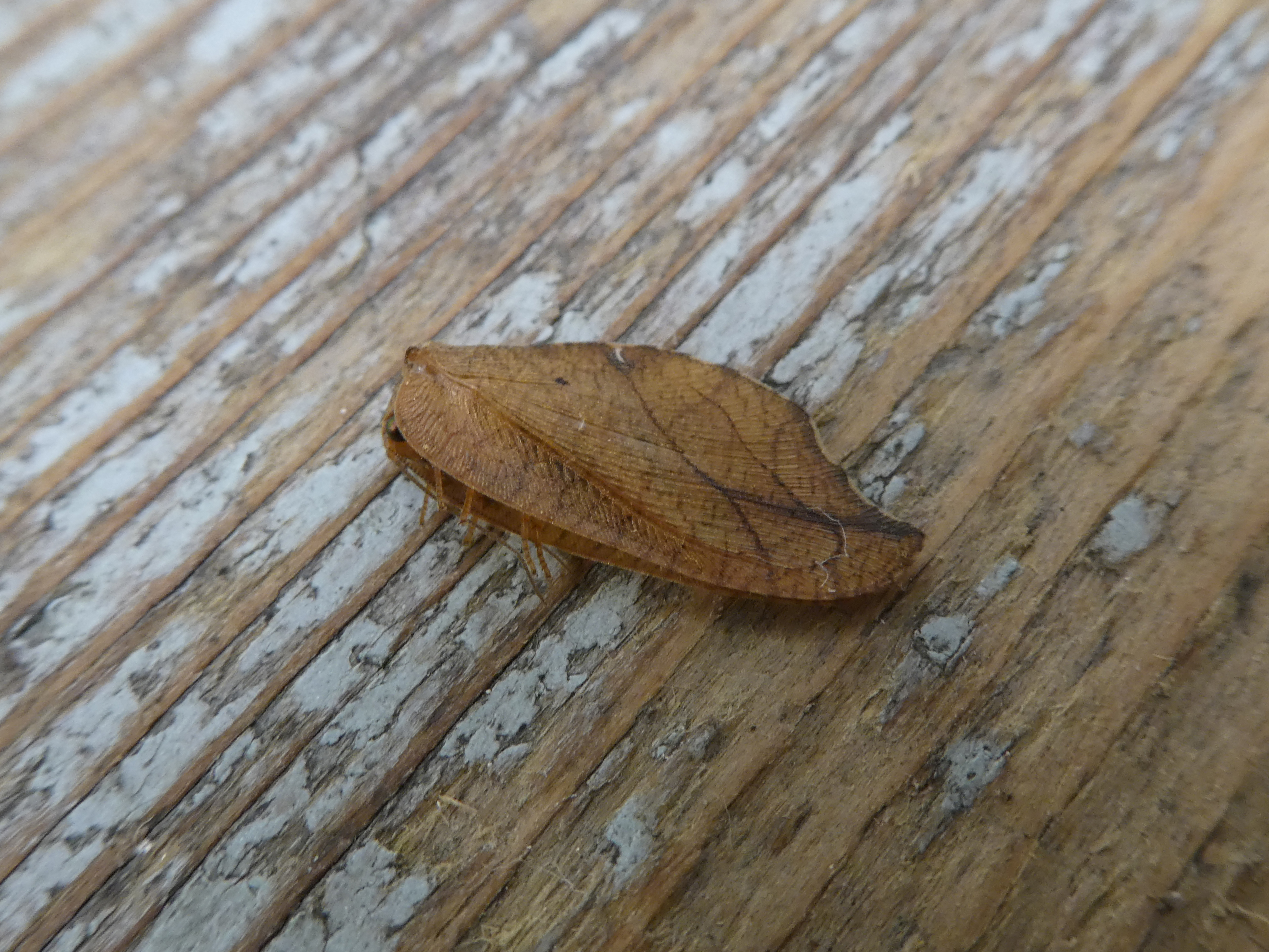
Esemplare in tanatosi

La specie è attestata in gran parte d'Europa, dalla penisola iberica fino all'Ucraina e alle parti meridionali della Scandinavia, e inclusa la Gran Bretagna; in Italia è presente soltanto al Nord. È documentata anche in Asia settentrionale.
È frequente in boschi di caducifoglie e anche in giardini, parchi e frutteti (e qui spesso su Sambucus, Prunus e Malus), ma mai in grandi quantità.